# Ruth Bang
Ruth Bang (* 22. November 1897 in Berlin; † 29. März 1972 in Weilheim) war eine deutsche Sozialarbeiterin und Psychagogin. Sie gehört, neben Dora von Caemmerer, Hertha Kraus, Marie Kamphuis, Herbert Lattke, Magda Kelber und anderen, zu den Pionieren der sozialen Einzelfallhilfe (Casework).

## Leben und Wirken
Ruth Bang war das älteste von vier Kindern des Staatsschauspielers Franz Josef Emanuel Stockhausen (1865–1950) und dessen Ehefrau Elisabeth, geb. Hewald. Ruth wuchs in finanziell gut gesicherten Verhältnissen auf. Sie besuchte die "Sophie-Charlotten-Schule" und absolvierte zur Vervollständigung ihrer Ausbildung ein vornehmes Mädchenpensionat in Vevey, am Nordostufer des Genfersees gelegen. Dort vervollständigte sie ihre französischen Sprachkenntnisse. Nachfolgend belegte sie im Lette-Haus in Berlin Kurse für Tanz, Fotografie, Modellieren, Stenografie und Maschinenschreiben. 1925 heiratete Ruth Stockhausen den verwitweten und vermögenden Rechtsanwalt Ferdinand Bang, der einen Sohn in die Ehe mitbrachte.
Als Anna Essinger 1933 ihr Landschulheim Herrlingen für jüdische Kinder nach England (Grafschaft Kent) überführte, wurde sie von Ruth Bang tatkräftig unterstützt. Sie zeichnete u. a. als Lehrerin für Fremdsprachen verantwortlich. Nach zwei Jahren kehrte sie nach Berlin zurück. Sie gründete ein Kinderheim, in dem jüdische Kinder Unterschlupf fanden. Die Einrichtung wurde von Nationalsozialisten zerstört. Ruth Bang wurde während des Krieges dienstverpflichtet; sie musste in einer Marmeladenfabrik arbeiten. Nach dem Zusammenbruch absolvierte sie am „Institut für Psychotherapie“ die Ausbildung zur Psychagogin. Die Berufsbezeichnung Psychagoge (Erziehungsbetreuer) sollte die Verbindung von Pädagogik und Psychotherapie verdeutlichen. Dort wurden in vier Semestern die Weiterbildungsteilnehmerinnen, wie Kindergärtnerinnen, Hortnerinnen, Fürsorgerinnen, in die tiefenpsychologischen Probleme, in die wesentlichen Ansichten und Forschungsergebnisse von Alfred Adler, Sigmund Freud, Carl Gustav Jung und Harald Schultz-Hencke sowie in die tiefenpsychologischen Auffassungen von der Entstehung der kindlichen Neurosen eingeführt. Ihre Abschlussarbeit verfasste Ruth Bang über die psychagogische Behandlung eines 14-jährigen Jungen mit Enuresis, der ihr von der Poliklinik des Zentralinstitutes für psychogene Erkrankungen der Versicherungsanstalt Berlin zugeführt wurde. Insgesamt beanspruchte die psychagogische Behandlung 39 Stunden innerhalb eines Jahres, in deren Verlauf bis auf einen, mit aktuellen Schulschwierigkeiten zusammenhängenden Rückfall das Bettnässersymptom völlig schwand.
Nach ihrer Ausbildung gehörte Ruth Bang zu den Initiatoren, die die „Vereinigung Berliner Psychagogen e. V.“ ins Leben riefen. Sie hatte bis März 1953 den 1. Vorsitz inne. Engagiert beteiligte sie sich an den Vorbereitungen zur Gründung der „Vereinigung Deutscher Psychagogen e. V.“, welche Ende Mai 1953 erfolgreich abgeschlossen wurden. Neben ihrer Privatpraxis arbeitete sie als psychagogische Mitarbeiterin in der Familienberatung des Berliner Pestalozzi-Fröbel-Hauses. Durch Vermittlung ihrer Freundin, der Stadträtin Erna Maraun (1900–1959), die sie auch mit dem Unitarian Service Committee (U.S.C.) und der Arbeiterwohlfahrt bekannt machte, zeichnete sie in Berlin für Kurse zur Case-Work-Methode für Sozialarbeiter, Psychiater, Ärzte, Jugendleiterinnen etc. verantwortlich. Nachdem die Psychagogin Ausbildungskurse im Casework in England und in der Schweiz absolviert hatte, übernahm sie 1953 mit Katharine Tayler die Leitung des in Bremen ansässigen "Arbeitskreises Soziale Fortbildung" (ASF). Als der ASF 1955 nach Mannheim verlegt wurde, übersiedelte sie, inzwischen verwitwet, dorthin und unterrichtete am hiesigen „Seminar für Sozialberufe“ der Arbeiterwohlfahrt die Fächer Soziale Arbeit und Supervision. Die Mannheimer soziale Ausbildungsstätte wurde 1961 nach Düsseldorf verlegt, woraufhin Ruth Bang sich in Hamburg nieder ließ. Beim NDR war sie als „Ratgeberin“ zu bestimmten Lebensfragen auf Sendung. Die Freiberuflerin war eine gesuchte Referentin im deutschsprachigen Raum, bspw. zeichnete sie auch für Veranstaltungen zum Casework in Südtirol verantwortlich, hielt als Gastdozentin Vorlesungen zur Einzelfallhilfe und weiteren Methoden der Sozialen Arbeit an vielen Ausbildungsstätten für Sozialberufe und betätigte sich als Weiterbildnerin für schon lange im Beruf stehende Heimerzieher, Jugendleiter, Kindergärtnerinnen sowie Fürsorger, bspw. im Hamburger „Haus der Jugend“.
Ruth Bang veröffentlichte viele Bücher und Aufsätze in Fachzeitschriften. Da sie mehrere Sprachen (Englisch, Französisch, Italienisch) in Wort und Schrift beherrschte, übersetzte sie auch fremdsprachige Fachbücher ins Deutsche, bspw. das Werk von Virginia Mae Axline Play Therapy. The Inner Dynamics of Childhodd. Ihre Publikationen zur Einzelfallhilfe avancierten zu Klassikern der Sozialen Arbeit. "Das gezielte Gespräch" wurde auch in die ungarische Sprache übersetzt. Der "Klassiker" "Hilfe zur Selbsthilfe für Klient und Sozialarbeiter" wurde seinerzeit in dem Fachorgan „Psyche. Zeitschrift für Psychoanalyse und ihre Anwendungen“ wie folgt rezensiert:
„Neben dem ersten Buch der Autorin (Psychologische und methodische Grundlagen der Einzelfallhilfe (Casework)... stellt es die erste deutsche, in kompendienhafter Buchform erschienene Einführung in das Casework dar. Daher entspricht das Buch einem echten Bedürfnis und wird eine starke Verbreitung bei Sozialarbeitern und Sozialpädagogen aller Arbeitsbereiche haben“.
Dora von Caemmerer bewertete 1959 Ruth Bangs Publikation „Psychologische und methodische Grundlagen der Einzelfallhilfe (Case Work)“ äußerst negativ. Ihrer Ansicht nach verwische sie die berufliche Identität der Sozialarbeiter in Richtung therapeutische Tätigkeit; „wovor sich jeder verantwortungsbewußte Sozialarbeiter hüten sollte“. Caemmerers abschließendes Fazit:
"Das ganze Buch bedürfte einer gründlichen Überarbeitung hinsichtlich vieler Formulierungen, die einer kritischen Überprüfung nicht standhalten. Dies gilt besonders für die z. Teil vereinfachte Darstellung psychologischer Tatbestände, beispielsweise der Ödipussituation".
Ruth Bang zog 1967 in ein Altersheim nach Dießen am Ammersee. Nach längerer Krankheit starb sie 1972 im Krankenhaus von Weilheim.

## Ehrungen
- 1970: Marie-Juchacz-Plakette

## Veröffentlichungen
- Rowdys und Tugendbolde. Beides sind Sorgenkinder, Frankfurt/Main 1956
- Psychologische und methodische Grundlagen der Einzelfallhilfe (Case Work), Bonn 1958
- Hilfe zur Selbsthilfe  für Klient und Sozialarbeiter/München/Basel 1960
- Die helfende Beziehung als Grundlage der persönlichen Hilfe. Ein Wegweiser der Hilfe von Mensch zu Mensch, München/Basel 1964
- Autorität – Gewissensbildung – Toleranz. Drei Grundprobleme der Einzelfallhilfe. Ein Beitrag zum Selbstverständnis der Helferpersönlichkeit, München/Basel 1967
- Das gezielte Gespräch. 1. Teil, München/Basel 1968
- Das gezielte Gespräch. Teil 2, München/Basel 1969

## Weblink
- https://www.socialnet.de/lexikon/Bang-Ruth

## Archiv
Ida-Seele-Archiv